# Горецкая, Анна Савельевна
Анна Савельевна Горецкая (1900 — 1980) — Герой Социалистического Труда (1949).

## Биография
Родился 20 июля 1900 года в деревне Веротюги Российской империи, ныне Россонский район Витебской области.
С 1932 года работала в колхозе «Россоны» Россонского района: с 1937 года — звеньевая льноводческая звена, с 1950 года — заместитель председателя, с 1951 года — председатель колхоза, в 1954—1965 годах — звеньевая льноводческая звена. Звание Героя присвоено за получение высокого урожая волокна льна-долгунца.
Во время Великой Отечественной войны была в партизанах.
Член ЦК КПБ в 1956—1960 годах. Депутат Верховного Совета БССР в 1947—1951 годах.
Умер 6 декабря 1980 года.